# Miguel Lerdo de Tejada (Komponist)
Miguel Lerdo de Tejada (* 29. September 1869 in Morelia; † 25. Mai 1941 in Mexiko-Stadt) war ein mexikanischer Komponist.
Lerdo de Tejada, der Neffe des Politikers Miguel Lerdo de Tejada besuchte zwei theologische Seminare sowie eine Militärschule in Mexiko-Stadt, schloss aber keine Ausbildung ab. Er trat in den Armeedienst ein, den er nach drei Jahren beendete.
Ende des 1890er Jahre begann der musikalische Autodidakt, als Pianist in Nachtclubs zu arbeiten. 1901 gründete er das Orquesta Típica Mexicana, das in Kinos und Restaurants auftrat und mit dem er zur Panamerican Exposition 1902 nach Buffalo eingeladen wurde. 1913 übertrug ihm Victoriano Huerta die Leitung der Banda Típica de los Cuerpos Rurales, mit der er auf internationalen Tourneen mexikanische Musik bekannt machte.
1929 ernannte ihn der Präsident Emilio Portes Gil zum Leiter des Orquesta Típica de la Policía, das heute nach ihm benannt ist und mit dem er bei der Weltausstellung 1933 in Chicago teilnahm. Er spielte die Musik zum ersten mexikanischen Tonfilm Santa im Jahr 1932 ein.
Seine Kompositionen stehen unter dem Einfluss seiner Freunde Felipe Villanueva, Manuel María Ponce und Ernesto Elorduy. Neben zahlreichen, teils sehr populären Liedern (zum Beispiel Perjura auf einen Text von Fernando Luna y Drusina, 1901), Walzern, Mazurken und anderen Tänzen komponierte er auch zwei Zarzuelas.

## Werke
- Las luces de los ángeles, Zarzuela
- Las dormilonas, Zarzuela
- Esther, Lied, 1895
- Perjura, Lied, 1901
- Consentida, Lied, 1901
- Amparo, (dem Vizepräsidenten Ramón Corral gewidmet), 1921
- Paloma blanca, Lied, 1921
- Las golondrinas, Lied
- El faisan, Walzer